# Nicholas B. Dirks
Nicholas Dirks, Historiador, profesor, ensayista, investigador. Ocupante de la cátedra Franz Boas de Antropología y profesor de Historia de la Universidad de Columbia. Fue desde septiembre de 2004, Vicepresidente para las Artes y las Ciencias y Decano de la Facultad. En junio de 2020, Dirks fue nombrado presidente y director general de la Academia de Ciencias de Nueva York. Dirks es autor de numerosos libros sobre la historia y la cultura del sur de Asia, principalmente sobre el impacto de la dominación colonial británica. 

## Biografía
Dirks nació en Illinois, pero creció en New Haven, Connecticut, donde su padre, J. Edward Dirks, era profesor de la Universidad de Yale. Cuando éste recibió una beca Fulbright en 1963 para impartir clases en el Madras Christian College, la familia Dirks se trasladó a Madrás, donde se despertó el interés de Nicholas por la cultura india. Dirk hizo su pregrado en Estudios de Asia y África en el Colegio de Estudios Sociales de la Universidad de Wesleyan (Connecticut), donde se graduó en 1972. Se unió entonces al programa de doctorado en el departamento de Historia de la Universidad de Chicago, donde obtuvo su PhD en 1981. Enseñó en la División de Humanidades en al Instituto Tecnológico de California entre 1978 y 1987, cuando aceptó un puesto docente en la Universidad de Míchigan. También ha enseñado en la École des Hautes Études en Sciences Sociales () (París) y ha sido profesor visitante de la London School of Economics and Political Science.
Dirks llegó a Columbia en 1997 cuando se le pidió compartir y reconstruir el departamento de Antropología. Antes de eso, era profesor de Historia y Antropología en la Universidad de Míchigan, donde también se había sido Director del equipo fundador del Programa del Interdepartamental de Doctorado de Antropología e Historia, Director del Centro de Estudios del Sur y Sudeste Asiático, y Director del Centro de Estudios Avanzados del Instituto Internacional.
Fue nombrado vicepresidente responsable de la Facultad de Artes y Ciencias de Columbia en septiembre de 2004. En noviembre de 2012, Dirks fue elegido canciller designado de la Universidad de California en Berkeley. El 27 de noviembre de 2012, los Regentes de la Universidad de California confirmaron a Dirks como próximo Rector de UC Berkeley. Tomó posesión de su cargo el 1 de junio de 2013. Dirks anunció su dimisión del cargo el 16 de agosto de 2016 tras una polémica relacionada con un prolongado déficit presupuestario, gastos indebidos y su gestión de las denuncias de acoso sexual en el campus. Sigue siendo profesor titular de historia y antropología en la institución.
De 2018 a 2020 Dirks fue canciller y vicepresidente de Whittle School & Studios, una red global de escuelas independientes que atienden a niños de 3 a 18 años.

## Libros
Algunos de sus textos más importantes son:
- La corona muerta: etnohistoria de un reino hindú (The Hollow Crown: Ethnohistory of an Indian Kingdom, Cambridge University Press, 1987)
- Castas de la mente: colonialismo y construcción de la India moderna (Castes of Mind: Colonialism and the Making of Modern India, Princeton University Press, 2001)
- El escándalo del Imperio: la India y la creación del Imperio Británico (The Scandal of Empire: India and the Creation of Imperial Britain, Harvard University Press, 2006)

Ha sido editor de numerosos libros: 
- Colonialismo y cultura (Colonialism and Culture, University of Michigan Press, 1992)
- Cultura/Poder/Historia: selección de lecturas de Teoría Social contemporánea (Culture/Power/History: A Reader in Contemporary Social Theory, Princeton University Press, 1994)
- Casi en ruinas: Teoría de la Cultura a fines de siglo (In Near Ruins: Cultural Theory at the end of the Century, University of Minnesota Press, 1999)

También ha publicado más de cuarenta artículos en temas que van desde la historia y la antropología del Sur de Asia a la teoría social y cultural, la historia del imperialismo, la historiografía, los estudios culturales y la globalización. Ha realizado investigaciones intensivas, de archivos y campo, en la India y Gran Bretaña. En la actualidad trabaja en un libro sobre la soberanía imperial con especiales referencias a la relación histórica entre Gran Bretaña y la India.

## Fuente
- Universidad de Columbia (en inglés).